# Mùa xuân thứ hai của lão Mạc
Mùa xuân thứ hai của lão Mạc (tiếng Trung: 老莫的第二個春天) là một bộ phim chính kịch Đài Loan năm 1984 do Lý Hữu Ninh đạo diễn. Bộ phim đã được Đài Loan chọn gửi tranh giải Oscar lần thứ 57 cho phim quốc tế hay nhất, nhưng bị loại khỏi danh sách đề cử rút gọn. Phim đã giành được giải Kim Mã cho phim xuất sắc nhất năm 1984.

## Cốt truyện
Phim kể về lão Mạc, một cựu binh Đài Loan vì không muốn sống cuộc sống cô đơn già nua, nên học theo phương pháp của người bạn Thường Nhược Tùng sau khi xuất ngũ bán đi những món trang sức bằng vàng mà ông dành dụm nửa đời người để cưới một thiếu nữ vùng núi tên Ngọc Mai. Vì tuổi tác 2 người đáng tuổi cha con nên khó tránh khỏi những hiểu lầm, chênh lệch trong cuộc sống. Một hôm Ngọc Mai quen biết được công nhân khí ga tên Kim Thụ, lão Mạc cảm thấy hai người trẻ tuổi xứng đôi, có ý tác hợp 2 người. Tuy nhiên, Ngọc Mai rất kiên định một lòng với lão Mạc, điều này khiến lão Mạc rất cảm động. Cuối cùng Ngọc Mai mang thai đứa con của lão Mạc, ông mừng rỡ mong được đưa vợ con về quê ngoại ở Sơn Đông.

## Diễn viên
- Tôn Việt
- Trần Chấn Lôi
- Trương Thuần Phương
- Trần Tuệ Lâu
- Trương Bội Tâm
- Văn Anh

## Giải thưởng và đề cử
| Giải thưởng            | Hạng mục                          | Trao cho                     | Kết quả   |
| ---------------------- | --------------------------------- | ---------------------------- | --------- |
| Giải Kim Mã lần thứ 21 | Phim xuất sắc nhất                | Mùa xuân thứ hai của lão Mạc | Đoạt giải |
| Giải Kim Mã lần thứ 21 | Nam diễn viên chính xuất sắc nhất | Tôn Việt                     | Đề cử     |
| Giải Kim Mã lần thứ 21 | Nữ diễn viên chính xuất sắc nhất  | Trương Thuần Phương          | Đề cử     |
| Giải Kim Mã lần thứ 21 | Nam diễn viên phụ xuất sắc nhất   | Trần Chấn Lôi                | Đề cử     |
| Giải Kim Mã lần thứ 21 | Kịch bản gốc xuất sắc nhất        | Ngô Niệm Chân                | Đoạt giải |